# Dominique Vivant Denon
Dominique Vivant, baron av Denon, född 4 januari 1747, död 27 april 1825, var en fransk grafiker och konstskriftställare.
Denon tjänstgjorde som diplomat bland annat i Neapel och följde senare Napoleon som tecknare i Egypten under vilka resor han utgav skildringar. Under de senare krigen hade Denon i uppdrag att välja ut de konstverk, som skulle beslagtas av de franska museerna.